# Atílio Munari
Atílio Munari (1901 - 1941), nació en Santa Maria, Río Grande del Sur, Brasil.

## Biografía
Vivía cerca del Sitio Paleontológico Sanga da Alemoa y a los 14 años fue a vivir con el científico H. Lotz, paleontólogo alemán, quien le enseñó a recoger y preparar los fósiles. Muchos de los fósiles que Munari recolectó se encuentran ahora en Río de Janeiro, Porto Alegre y Santa María. En gran medida ayudado paleontólogos que pasaron por el ciudad de Santa María. Dio un gran aporte al Geoparque Paleorrota.
Fue enterrado en el Cementerio de San José, cerca de donde recolecctaba fósiles. En su honor la Vila Schirmer, donde vivía, tiene ahora una calle con su nombre.